# Vampyrodes major
Vampyrodes major é uma espécie de morcego da família Phyllostomidae. Ocorre no México,Belize,Guatemala,Honduras,Nicarágua,Costa rica, Panamá,Colômbia e Equador. .